# Saint-Symphorien-sur-Coise
Saint-Symphorien-sur-Coise este o comună în departamentul Rhône din sud-estul Franței. În 2009 avea o populație de 3.438 de locuitori.

## Evoluția populației
| An        | 1975  | 1982  | 1990  | 1999  | 2006  | 2009  |
| --------- | ----- | ----- | ----- | ----- | ----- | ----- |
| Populație | 3.311 | 3.225 | 3.211 | 3.069 | 3.382 | 3.438 |